# Lakeland North
Lakeland North az Amerikai Egyesült Államok északnyugati részén, Washington állam King megyéjében elhelyezkedő statisztikai település. A 2010. évi népszámlálási adatok alapján 12 942 lakosa van.

## Népesség
A település népességének változása:
| Lakosok száma | 11 648 | 14 402 | 15 085 | 12 942 | 13 663 |
|               | 1980   | 1990   | 2000   | 2010   | 2020   |